# Смоллвуд (Нью-Йорк)
Смоллвуд (англ. Smallwood) — переписна місцевість (CDP) в США, в окрузі Салліван штату Нью-Йорк. Населення — 839 осіб (2020).

## Географія
Смоллвуд розташований за координатами 41°39′44″ пн. ш. 74°49′19″ зх. д. / 41.66222° пн. ш. 74.82194° зх. д. (41.662176, -74.821813).  За даними Бюро перепису населення США в 2010 році переписна місцевість мала площу 4,20 км², з яких 3,90 км² — суходіл та 0,31 км² — водойми.

## Демографія
Згідно з переписом 2010 року, у переписній місцевості мешкало 580 осіб у 265 домогосподарствах у складі 150 родин. Густота населення становила 138 осіб/км².  Було 998 помешкань (237/км²).
Расовий склад населення:
| - 92,9 % — білих - 2,2 % — чорних або афроамериканців - 0,3 % — азіатів - 0,2 % — корінних американців |

До двох чи більше рас належало 3,4 %. Частка іспаномовних становила 6,7 % від усіх жителів.
За віковим діапазоном населення розподілялося таким чином: 18,6 % — особи молодші 18 років, 62,3 % — особи у віці 18—64 років, 19,1 % — особи у віці 65 років та старші. Медіана віку мешканця становила 49,0 року. На 100 осіб жіночої статі у переписній місцевості припадало 99,3 чоловіків;  на 100 жінок у віці від 18 років та старших — 95,9 чоловіків також старших 18 років.
Середній дохід на одне домашнє господарство  становив 88 645 доларів США (медіана — 82 895), а середній дохід на одну сім'ю — 133 994 долари (медіана — 132 045). За межею бідності перебувало 10,0 % осіб, у тому числі 0,0 % дітей у віці до 18 років та 27,0 % осіб у віці 65 років та старших.
Цивільне працевлаштоване населення становило 147 осіб. Основні галузі зайнятості: освіта, охорона здоров'я та соціальна допомога — 34,7 %, науковці, спеціалісти, менеджери — 16,3 %, мистецтво, розваги та відпочинок — 15,0 %.